# Paul Stange von Legendorf

Paul von Legendorf

Paul Stange von Legendorf (* um 1415 wohl in Legendorf bei Rehden; † 23. Juli 1467 in Braunsberg; auch Paul von Legendorf) war ein kulmländischer Geistlicher und Fürstbischof des Ermlands.

## Leben
Paul von Legendorf war vermutlich der Sohn des Landrichters und Diplomaten des Deutschen Ordens Hans von Logendorf oder Legendorf († nach 1439). Sein Schwager war Fabian Maul genannt von Legendorf (1426–1483), Wojewode von Pommerellen und Stammvater der Grafen von Lehndorff.
Paul von Legendorf wurde 1441 an der Universität Leipzig immatrikuliert, wo er 1442 zum Bakkalaureat gelangte. Als Kleriker des Bistums Kulm hielt er sich seit 1447 an der römischen Kurie auf. Bis 1460 war er als päpstlicher Kanzleischreiber, seit 1458 als Notar, später als Protonotar tätig. 1452 empfing er die Weihe zum Subdiakon, 1454 die Diakonenweihe. Paul von Legendorf pflegte Beziehungen zu Kardinal Enea Silvio Piccolomini, der 1457 Bischof des Ermlandes wurde. Dieser ernannte 1458, nachdem er als Pius II. Papst geworden war, Paul von Legendorf zum Administrator des Bistums Ermland. Zwischen 1459 und 1461 vom Domkapitel kanonisch zum Bischof gewählt, wurde er vom Papst 1461 bestätigt.
Mit dem Auftrag, im Preußischen Städtekrieg (1454–1466) durch Neutralität den Frieden herzustellen, wurde Paul von Legendorf 1460 vom Papst in sein Bistum geschickt. Hier gelang es ihm, durch Verhandlungen das dem Fürstbistum Ermland unterstehende Gebiet wiederzugewinnen, konnte jedoch das Gebiet seiner Diözese nicht vor Kriegszerstörungen bewahren und schloss 1464 mit dem polnischen König Kasimir IV. in Neustadt Korczin einen Sonderfrieden, dessen Inhalt im Zweiten Frieden von Thorn vom Oktober 1466 bestätigt wurde. Das Ermland ging damit von der Schutzherrschaft des Deutschen Ordens in die des Königreichs Polen über. Die Bischofsweihe, die wegen des Krieges unterblieben war, spendete ihm im November 1466 in Thorn Jan Gruszczyński, der Erzbischof von Gnesen. Bereits im darauffolgenden Jahr starb Paul Stange von Legendorf infolge einer Seuche. Er wurde bei der Pfarrkirche St. Katharina von Braunsberg beigesetzt.